# 印度-雅利安人
印度-雅利安人（英語：Indo-Aryan peoples）是印度次大陸上講印度-雅利安語的印歐人的多樣集合。從歷史上看，雅利安人是講印度-伊朗語的牧民，他們從中亞遷移到南亞（參看印度-雅利安人遷徙）並引入了原始印度-雅利安語（英語：Proto-Indo-Aryan language）。 印度-雅利安語使用者遍布南亞。